# Кастел Волтурно
Кастел Волтурно (на италиански: Castel Volturno) е град в Южна Италия. Намира се в провинция Казерта на регион Кампания на около 35 км северозападно от Неапол и 35 км западно от Казерта. Градът e на река Волтурно. В древността на това място се намирал град Волтурнум. Градът има 23 594 жители по данни от преброяването към 1 януари 2009 г.